# Orientozeuzera rhabdota
Orientozeuzera rhabdota is een vlinder uit de familie van de Houtboorders (Cossidae). De wetenschappelijke naam van de soort is voor het eerst gepubliceerd in 1932 door Heinrich Ernst Karl Jordan.
De soort komt voor in Myanmar, Vietnam, Thailand, de Filipijnen (Palawan), Borneo en Indonesië (Sumatra, Java).